# Вічний оберт колеса
Вічний оберт колеса (англ. Eternal Turn of the Wheel) — дев'ятий студійний альбом фолк блек-метал гурту «Drudkh», виданий у 2012-му році лейблом «Season of Mist». Реліз відбувся 24 лютого (13 березня у Північній Америці).

## Список композицій
| #     | Назва | Тривалість |
| ----- | --- | ---------- |
| 1.    | «Вічне коло (англ. Eternal Circle)»                                                                                         | 01:16      |
| 2.    | «Подих холодної чорної землі (березень) (англ. Breath of Cold Black Soil (March))»                                          | 09:46      |
| 3.    | «Коли боги залишають свої смарагдові чертоги (серпень) (англ. When Gods Leave Their Emerald Halls (August))»                | 09:22      |
| 4.    | «Прощання зі скорботними птахами осені (жовтень) (англ. Farewell to Autumn's Sorrowful Birds (October))»                    | 07:49      |
| 5.    | «Ніч зіткана зі снігу, вітрів та сивих зірок (грудень) (англ. Night Woven of Snow, Winds and Grey-haired Stars (December))» | 07:59      |
| 36:12 | |            |

## Склад на момент запису
- Роман «Thurios» Благих — вокал, клавішні
- Роман Саєнко — гітара
- Кречет — бас
- Владислав «Влад» Петров — ударні, клавішні